# Regula Mühlemann
Regula Mühlemann (7 de gener de 1986) és una soprano operística suïssa.

## Biografia
Mühlemann va néixer a Adligenswil, Suïssa, i va estudiar veu amb Barbara Locher a l'Acadèmia de Música de Lucerna, on es va graduar amb honors amb un màster en arts. Les seves primeres aparicions a l'escenari operístic van incloure els papers següents: Maturina a Don Giovanni Tenorio de Gazzaniga, Barbarina a Les noces de Figaro de Mozart, Papagena a La flauta màgica de Mozart i Doralice a Il trionfo dell'onore de Scarlatti.
A la versió cinematogràfica de Jens Neubert de l'òpera Der Freischütz de Weber, Mühlemann va interpretar el paper d'Ännchen que fou lloat pels crítics. El Neue Zürcher Zeitung la va considerar «un descobriment del primer ordre». A les temporades d'òpera de 2010 i 2011, Mühlemann va aparèixer al Teatre de Lucerna com a solista en diverses òperes, com La flauta màgica i Il trionfo dell'onore.

## Discografia

### CD
- 2014: Gioachino Rossini – Petite messe solennelle, Peter Dijkstra, Chor des Bayerischen Rundfunks (Sony Classical)
- 2016: Wolfgang Amadeus Mozart – Les noces de Figaro (Barbarina), Yannick Nézet-Séguin, Chamber Orchestra of Europe (Deutsche Grammophon)
- 2016: Mozart Arias, Umberto Benedetti Michelangeli, Kammerorchester Basel (Sony Classical)
- 2017: Georg Philipp Telemann – Reformations-Oratorium (Sony Classical)
- 2017: Cleopatra: Baroque Arias, Robin Peter Müller, La Folia Barockorchester (Sony Classical)
- 2018: Wolfgang Amadeus Mozart – La clemenza di Tito (Servilia), Yannick Nézet-Séguin, Chamber Orchestra of Europe (Deustche Grammophon)
- 2019: Wolfgang Amadeus Mozart - Die Zauberflöte (Papagena), Yannick Nézet-Séguin, Orchestre de Chambre d'Europe (Deutsche Grammophon)

### DVD
- 2010: Carl Maria von Weber – Der Freischütz (Ännchen) (Constantin Film)
- 2013: Wolfgang Amadeus Mozart – La flauta màgica (Papagena), Simon Rattle, Berliner Philharmoniker
- 2014: Christoph Willibald Gluck – Orfeo ed Euridice (Amore), Václav Luks, Collegium 1704 (Arthaus Musik)
- 2014: Gaetano Donizetti – L'elisir d'amore (Gianetta), Pablo Heras-Casado (Deutsche Grammophon)